# Zoo de Bordeaux Pessac
Le Zoo de Bordeaux Pessac est un parc zoologique français situé  en Nouvelle-Aquitaine, sur la commune de Pessac, près de Bordeaux. Ouvert en 1976, il occupe un site de 5 hectares sur lequel il présente une centaine d'espèces.

## Historique
Le zoo ouvre en 1976. Pendant vingt-trois ans, il est dirigé par son fondateur, Jean Ducuing. Celui-ci meurt le 1er novembre 1999, tué dans une allée par Komir, l'hippopotame vedette du zoo qui s'était échappé de son enclos. Le parc rouvre le 24 décembre 1999 après plusieurs travaux.
En 2004, il dépose le bilan et il est alors acheté pour 50 000 euros par la holding Wild Nature, société de Stéphane Da Cunha, directeur et propriétaire du zoo de La Flèche, dans la Sarthe.
En 2008, le syndicat mixte du pôle touristique du Bourgailh (SMPTB), rassemblant la communauté urbaine de Bordeaux (Bordeaux Métropole), les villes de Pessac et Mérignac et quelques partenaires privés, achète le zoo à Stéphane Da Cunha. Le zoo est alors géré en délégation de service public, via une société d’économie mixte locale.
Le parc zoologique devait être développé en 2017 grâce à un projet nommé SAVE (Symbioses Animales, Végétales et Environnementales) et transféré dans un parc de 18 hectares, au sein de la forêt du Bourgailh, à Pessac.
À la suite des élections municipales de 2014, Pessac et Bordeaux Métropole basculent à droite, et le nouveau maire de Pessac décide d'arrêter le projet, soutenu par la Métropole. Benoît Rautureau, élu métropolitain, conseiller municipal de Pessac (LR) et président du SMPTB, devient alors président puis directeur par intérim du zoo de novembre 2014 à juin 2015.
Début 2015, des discussions avec d'éventuels repreneurs privés sont engagées, et en juin un nouveau directeur est nommé en la personne de Mathieu Danquechin-Dorval, ancien chef soigneur de la Ménagerie du Jardin des plantes de Paris. Depuis 2019, Mathieu Danquechin - Dorval est directeur et propriétaire du Zoo de Bordeaux Pessac.

## Installations et faune hébergée
Parmi les espèces présentées on trouve : tigres blancs, grues royales, flamants du Chili, autruches, wallabies, émeus, nandous, mangoustes jaunes, tapirs, capybaras, servals, loutres naines d'Asie, pandas roux, magots. Sur le thème de la savane africaine sont présentés des girafes, des zèbres, des lions et des pélicans.

## Hébergement
En 2020, le Zoo de Bordeaux Pessac ouvre ses deux premiers lodges installés au cœur du zoo (Lodge Tigres Blancs et Lodge Jaguars) sous le nom "Night expérience". Ces hébergements permettent d'observer les félins de près à travers des baies vitrées. Le service comprend l’accès au parc pendant deux jours, le dîner, les petits-déjeuners et une activité avec un soigneur.

## Économie
En 2011, il a reçu 83 640 visiteurs. Il a accueilli 88 715 visiteurs en 2012. En 2016, sa fréquentation est de 120 000 visiteurs.